# سیارک ۳۸۰۶
سیارک ۳۸۰۶ (به انگلیسی: 3806 Tremaine، نامگذاری:1981EW32) سه هزار و هشتصد و ششمین سیارک کشف شده‌است که در ۱ مارس ۱۹۸۱ کشف شد.
قدر مطلق سیارک برابر ۱۴٫۶۰ است.